# IC13
O IC 13 é um itinerário complementar de Portugal. Quando concluído, criará um eixo importante que permitirá um melhor acesso das populações do distrito de Portalegre à capital Lisboa e ao norte da Estremadura espanhola.
Desde Abril de 2009 existe um troço em serviço desta estrada, de 28 km, entre Portalegre e Alter do Chão. Existe também um troço planeado que irá ligar a   A 13  (junto ao Novo Aeroporto de Lisboa) a Coruche. Os restantes troços estão actualmente suspensos, e não se prevê que sejam adjudicados num futuro próximo.
O perfil utilizado no troço actualmente em serviço é 2x1 (2x2 nos nós de ligação). Nos mapas existe um trajeto que sobrepõe a EN119.
Traçado actual do IC 13 no Google Maps

## Estado dos Troços
| Troço                           | Situação                                                               | km   |
| ------------------------------- | ---------------------------------------------------------------------- | ---- |
| A 13 – M 515                    | Estudos concluídos e validados ambientalmente. Pendente de Adjudicação | 12,8 |
| M 515 – Coruche                 | Em projeto                                                             | -    |
| Coruche – Alter do Chão         | Em projeto (longo prazo)                                               | -    |
| Alter do Chão – Portalegre      | Em serviço (04/2009)                                                   | 28,4 |
| Portalegre – Espanha (Portagem) | Em projeto (longo prazo)                                               | -    |

## Saídas

### Alter do Chão - Portalegre
| Número da Saída | Nome da Saída                    | Estrada que liga |
| --------------- | -------------------------------- | ---------------- |
|                 | direcção Ponte de Sôr            | N 369            |
|                 | Alter do Chão (oeste)            | N 369            |
|                 | Alter do Chão (norte) coudelaria | N 245            |
|                 | Crato                            | N 119            |
|                 | Pisão                            |                  |
|                 | Portalegre Castelo Branco        | N 18             |

## Estudos de Traçado
1. Resumo Não-Técnico do EIA do IC 13 - A 13 / EM 515 [ligação inativa]